# Crème anglaise

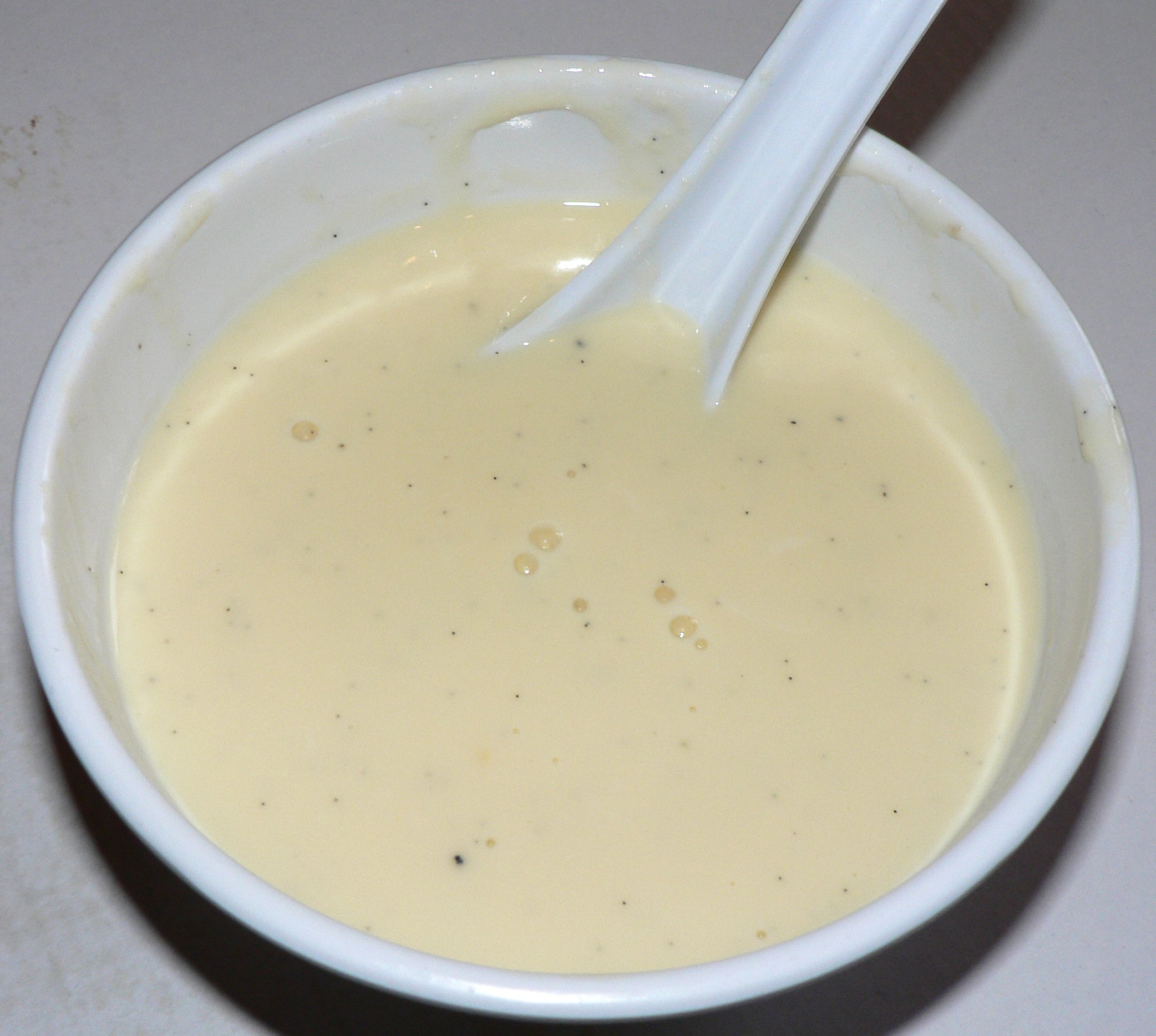
Crème anglaise

Crème anglaise (französisch „Englische Creme“) ist eine aus Eigelb, Zucker und Milch hergestellte Creme, die zu den Grundrezepten der gehobenen Küche zählt. Sie ist eine besondere Variante des Sabayon, wird aber in der Regel nicht als solche kategorisiert.

## Zubereitung
Zunächst werden Eigelb und Zucker verrührt, bis sich der Zucker gelöst hat. Nach der Zugabe der Milch wird die Mischung zur Rose abgezogen, das heißt vorsichtig erhitzt, meist im heißen Wasserbad, bis das enthaltene Eigelb bindet und eine sämige Creme entsteht. Dabei muss die Mischung ständig gerührt bzw. mit einem Spatel oder Teigschaber vom Topfrand abgezogen werden und darf nicht überhitzen, sonst verklumpt das Eigelb und die Creme gerinnt.
Klassisch wird die Crème anglaise mit Vanille aromatisiert. Sie kann als Dessertcreme bzw. in einer leicht verdünnten Variante als Dessertsauce verwendet oder statt Vanille mit anderen passenden Aromen und Gewürzen, wie bspw. Pandan, Lebkuchen- oder Spekulatiusgewürz, kombiniert werden, vor allem jedoch dient sie in ihrer klassischen Variante als Basis vieler weiterer Spezialitäten, wie Bayerische Creme, Buttercreme, Eiscreme, Vla etc. Der englische Begriff Custard hat eine umfassendere Bedeutung als der Begriff Crème anglaise und schließt diese ein.